# Gruzovce
Gruzovce jsou obec na Slovensku v okrese Humenné v Prešovském kraji. Žije zde 132 obyvatel.
První písemná zmínka pochází z roku 1568. Nachází se zde římskokatolický kostel Nanebevstoupení Páně.